# كين هيل
كين هيل (بالإنجليزية: Ken Hill)‏ هو لاعب كرة قاعدة أمريكي، ولد في 14 ديسمبر 1965 في لين في الولايات المتحدة.

## وصلات خارجية
- كين هيل على موقع دوري كرة القاعدة الرئيسي (الإنجليزية)
- كين هيل على موقعبيزبول رفرنس.كوم (الدوري الرئيسي) (الإنجليزية)
- كين هيل على موقعبيزبول رفرنس.كوم (الدوري الثانوي) (الإنجليزية)
- كين هيل على موقع إي إس بي إن.كوم (أم.أل.بي) (الإنجليزية)
- كين هيل على موقع مشجعي الرسوم البيانية (الإنجليزية)